# Шанышкылы
Шанышкылы — кочевое племя в составе Старшего жуза казахов. В литературе может упоминаться как «шанышклы», «шанышкылы», «шаншыклы», реже — «чанышкылы», «чанышклы», «санчкылы» и «чаншклы».

## Значение
Само слово происходит от названия тамги «шаңыш» — «острога».
По предположению Н. А. Аристова, имя рода шанышкылы (чаншклы), возможно, восходит к монгольскому этнониму чаншиут.

## Символы
Уран — «Айрылмас»,
Тамга — шанышқылы.

## Происхождение
Шанышкылы — одно из крупных и основных племен Старшего жуза. Шанышкылы выходцы из монгольского племени катаган (хатагины), ведущего своё начало от Буха-Хатаги, старшего сына праматери монголов Алан-гоа. Племя шанышкылы (катаган) пришло в Мавераннахр вместе с сыном Чингисхана Чагатаем и сыграло огромную роль в политической истории и этногенезе многих современных тюркских народов.
Согласно источникам, катаганы были родственны роду самого Чингис-хана.
В родословных казахов шанышкылы считаются сыном старшего сына родоначальника всего Старшего жуза — Уйсуна и братом Канглы. Первые сведения о шаншыкылы относятся к XVIII веку. Ч. Валиханов пишет: «Шаншыкылы отделились от орды после смерти хана Ишима (жившего около 1630 года), теперь вместе с родом Средней Орды конгратом, кочуют большей частью в горах Каратау и по р. Талас».
Согласно Тынышпаеву, катаганы-шаншыкылы составляли основную силу казахского хана, правителя Ташкента, Турсун-хана, который в 1628 году в междоусобной борьбе был разгромлен другим казахским ханом Есимом. После этого некогда многочисленное и могущественное племя катаган разделилось на несколько частей: оставшаяся часть под именем шаншыкылы (от названия тамги «шанышкы» — «острога») влилась в состав казахов Старшего жуза, другие части катаганов вошли в состав узбеков, каракалпаков и киргизов.
Из работы Мухамеджана Тынышпаева «Киргиз-казахи в XVII и XVIII веках» (дополнение к «Материалам к истории киргиз-казакского народа»):

В 1627 году историк Абулгазы Богадурхан бежал из Хивы от брата своего Асфендиара и был принят Есымом, проживавшем в гор. Туркестане. Через три месяца после этого туда прибыл другой казахский хан (удельный) Турсун, владевший Ташкентом. Почетного беженца Есым передал Турсуну, с которым Абулгазы и переехал в Ташкент. Далее Абулгазы сообщает, что через два года Есым напал на Турсуна, «убил его и перебил катаганов»— 

Предания, сохранившиеся среди рода чаншклы Ташкентского уезда, говорят, что некогда их ханом был Турсун, которого убил Есым. После этого большая часть катаганов бежала в Бухару, а оставшиеся стали называться по отделению катаган «чаншклы».— 
Чокан Валиханов, говоря о Старшем Жузе казахов, отмечает:

катаганы — самый древний народ, проживающий на юге Средней Азии и Казахстана. В начале XVII в. они составляли основную опорную силу правителя Ташкента — Турсун-хана, а в середине XVII в. одна их часть вошла в состав узбекского народа, а другая — в состав казахского племени чанишкли.— 
Род шаншыкылы оказал значительное влияние на политику в Ташкенте, при поддержке племен санчкалы (шанышкылы) и канглы Йунус-ходжа (Юнус-ходжа) (1794/5 — 1805/6) пришёл к власти и стал правителем Ташкента. Йунус-ходжа, опираясь на племя шыншыкылы, вел активную борьбу с кокандскими правителями, помогал их противникам в Фергане. В 1803 г., опираясь на казахов племени шаншыкылы, вторгся в Фергану, но был наголову разгромлен кокандскими силами под Гурумсараем.

## Структура рода
Основные подразделения племени Шанышықылы по М. Тынышбаеву: Құрбақа (Балык, Санырау, Мамыт), Дарқан, Кырыксадак, Бектау (Кырпык, Араншы, Сырдым), Жойсын, Кият, Багыс и Жудырык
Мұхит Ташкинов, 16.07.2012 ж. Төмендегі кесте Мекембай Омарұлының «Шанышқылы шежіресі» атты кітабының (Ташкент, 2000 ж.) негізінде жасалды.
ШАНЫШҚЫЛЫ (ЕРНАЗАР)
1. БАЛЫҚ;
  1. Балта;
  2. Шыбынтай;
  3. Жабы;
  4. Жабытай;
  5. Жүнсіз;
  6. Тұрқыс (түргіс);
  7. Қырсадақ (Қырықсадақ);
  8. Сұрым;
  9. Қият;
  10. Қатаған;
  11. Қарақалпақ;
  12. Маңғыт;
  13. Мамыт;
  14. Жаңбыршы;
  15. Құлшығаш;
  16. Ақкөтей
    1. Жоғарғы Ақкөтейлер
      1. Базаржапыр тобы,
      2. Бестентек тобы,
      3. Тас (қаражол) тобы,
      4. Жалал төбе тобы;

    2. Ортаңғы Ақкөтейлер;
    3. Төменгі Ақкөтейлер
      1. Қаракөк:
        1. Дали,
        2. Күмісқұйысқан,
        3. Жаманқара
2. КҮРПІК (БЕКТАУ);
  1. Боқа;
  2. Тастогызак;
  3. Каратогызак
  4. Тоғызақ
  5. Араншы
  6. Ағанай
  7. Әжіке
  8. Жолық
  9. Көрік (Байғұтты)
  10. Бесұл (Бесауыл).
3. САҢЫРАУ;
  1. Бердіс
    1. Көкмойын;
    2. Сасбақа
    3. Қызылмойын,
    4. Шалпа,
    5. Қоңырбөрік,
    6. Жарылқас,
    7. Бессоқыр,
    8. Сәрке;
    9. Қаратұқым;
    10. Тоқымбай;
    11. Жауқашты;
    12. Жұдырық.

  2. Дербіс
    1. Бесбай;
    2. Жапатеке;
    3. Қорсай;
    4. Көнексары;
    5. Бесқасқа;
    6. Елукер;
    7. Қамалаш (Қаламыш);
    8. Жаулы;
4. ДАРХАН мен САЛАР
  1. Оршақ;
  2. Еңкес;Кыбырай ауданы,Келес, ауданы,Сарыагаш ауданы,Ж.Шыршык ауданы:
  3. Құлтума;
  4. Шошым.

## Численность
Подсчитать численность в наши дни не представляет возможности, перепись населения не разделяет на роды. В конце XIX в. Шаншыкылы проживали в основном в Ташкентском, Чимкентском, Верненском и Капальском уездах. Всего их по сельскохозяйственной переписи насчитывалось около 10 тысячи семейств. По данным Мухамеджана Тынышбаева в 1917 году Шаншыкылы вместе с канглы насчитывалось около 10 тыс. человек в Верненском уезде, 20 тыс. человек в Аулиеатинском, 160 тыс. человек в Ташкентском уезде. Всего 190 тысяч человек.

## Известные представители
- Бердикожа-батыр (1708—1786) — был одним из выдающихся государственных деятелей, почитаемым казахским кочевым сообществом, признанным российскими и китайскими властями сардаром, посвятивший жизнь защите рубежей родины от нашествия иноземных захватчиков.
- Лесбек Байнбетович Джулдасов — лейтенант Рабоче-крестьянской Красной Армии, участник Великой Отечественной войны, Герой Советского Союза (1945).
- Турысов, Каратай Турысович — казахский государственный деятель, секретарь ЦК Компартии Казахстана (1984-1986 гг.); секретарь ВЦСПС (Всесоюзного Центрального Совета профессиональных союзов) (1986-1990 гг.); заместитель Председателя Совета Министров, заместитель премьер-министра Кабинета Министров Казахской ССР (1990-1991 гг.); с января по сентябрь 1991 г. — государственный советник Казахской ССР по вопросам промышленности, связи и коммуникаций; с сентября по декабрь 1991 г. — министр туризма, физической культуры и спорта Казахской ССР; министр туризма, физической культуры и спорта Республики Казахстан; депутат Мажилиса Парламента Республики Казахстан